# Stabilisation Force

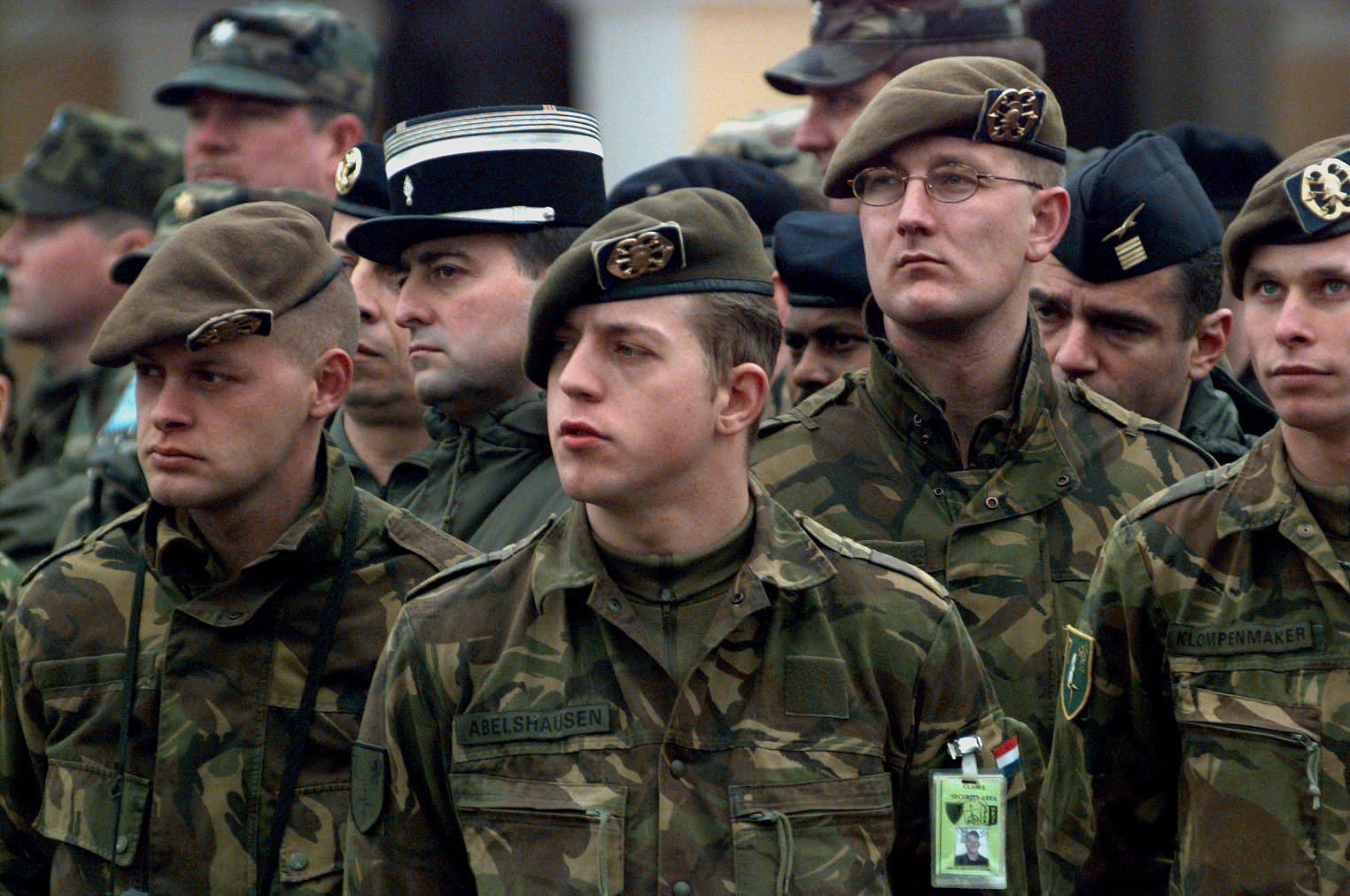
Soldaten van de Nederlandse, Franse, Duitse en Amerikaanse troepen kijken naar een Italiaanse eregarde tijdens de overdraging van de macht op 20 december 1996

SFOR-mouwembleem

De Stabilisation Force (SFOR) (Cyrillisch alfabet: СФОР) was een vredesmacht die na afloop van de Bosnische Oorlog toezag op de naleving van het Verdrag van Dayton in Bosnië en Herzegovina.
SFOR volgde de vredesmacht IFOR (Implementation Force) op en liep van 21 december 1996 tot 2 december 2004. Met resolutie 1088 van de VN-Veiligheidsraad werd SFOR aangeduid als opvolger van IFOR. IFOR en SFOR stonden onder leiding van de NAVO. In december 2004 werd SFOR opgevolgd door de vredesmacht EUFOR die onder leiding staat van de Europese Unie.
Het hoofdkwartier van SFOR was gevestigd in Sarajevo en stond onder leiding van een Amerikaanse generaal.

## Deelnemende landen

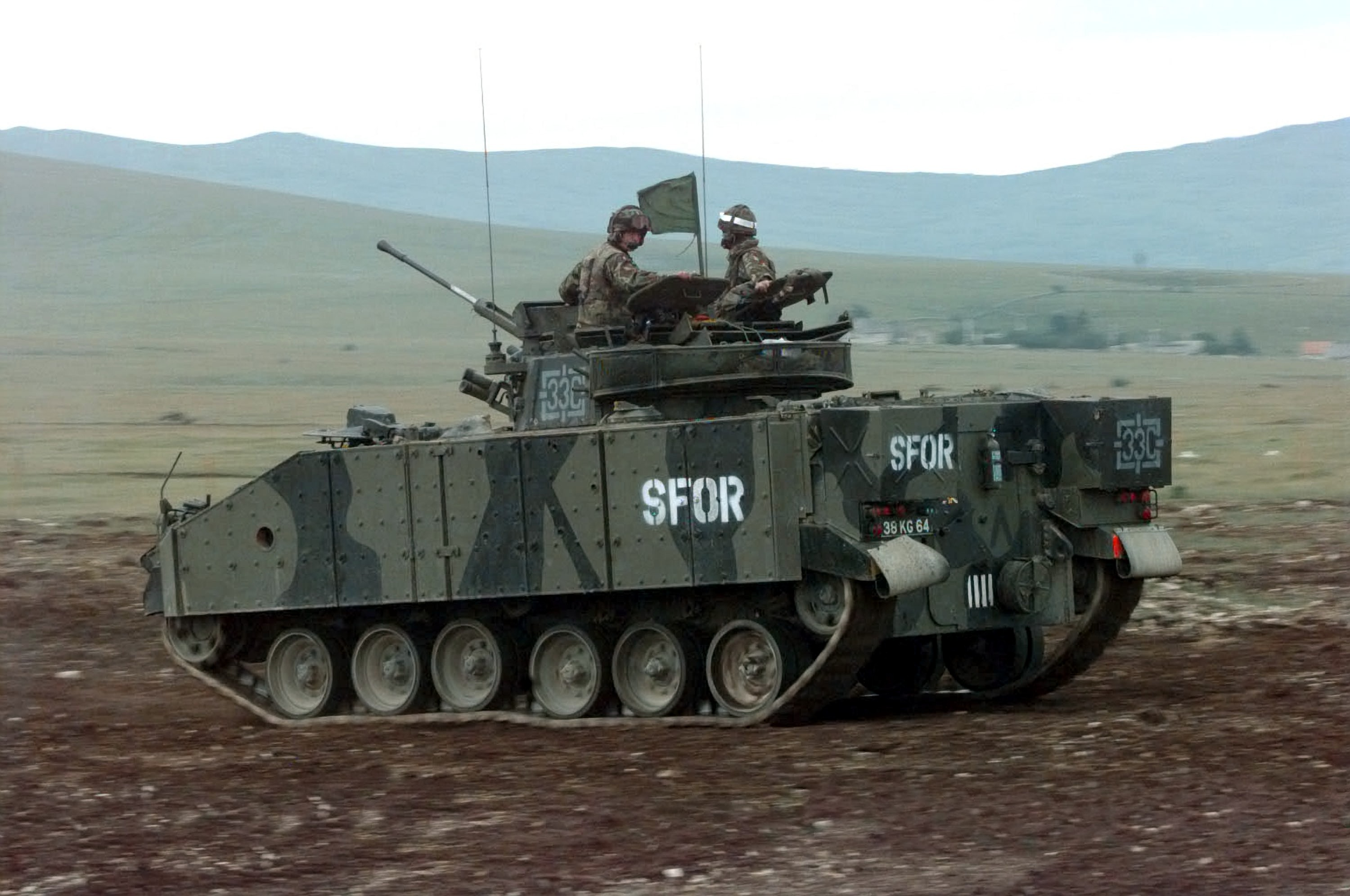
Britse SFOR FV 510 Warrior

De volgende NAVO-landen leverden troepen aan SFOR: België, Canada, Denemarken, Duitsland, Frankrijk, Griekenland, Groot-Brittannië, Hongarije, IJsland, Italië, Luxemburg, Nederland, Noorwegen, Polen, Portugal, Spanje, Tsjechië, Turkije, en de Verenigde Staten van Amerika.
Er namen in de loop van de tijd ook een aantal niet-NAVO-landen deel aan de missie: Albanië, Bulgarije, Estland, Egypte, Finland, Ierland, Letland, Litouwen, Maleisië, Marokko, Oekraïne, Oostenrijk, Roemenië, Rusland, Slovenië, Slowakije, Zweden, Australië en Nieuw-Zeeland.

## Nederlandse deelname
De Nederlandse bijdrage bestond voornamelijk uit een gemechaniseerd (gemengd infanterie/cavalerie) bataljon en een verbindingsondersteuningsbataljon (later in grootte teruggebracht tot een verbindingscompagnie) van de Koninklijke Landmacht en ondersteunende eenheden van de landmacht en overige krijgsmachtdelen (o.a. een helikopterdetachement van de Koninklijke Luchtmacht). De Nederlandse eenheden waren in de loop van de tijd hoofdzakelijk gestationeerd in Sisava, Bugojno en Novi Travnik. Daarnaast waren er in de loop van de tijd kleinere steunpunten in Busovaca, Jajce, Maslovare, Obodnik, Santici, Knesevo, Guca Gora, Celinac, Suica, Zgon, Mrkonjić Grad, Split (Kroatië) en Zagreb (Kroatië), bijdragen aan hoofdkwartieren in Banja Luka en Sarajevo, bijdrage aan het multinationale hospitaal in Šipovo en kleine verbindingsdetachementen van het verbindingsondersteuningsbataljon op tal van andere plaatsen.
In totaal leverde Nederland 22.660 militairen aan SFOR. Tijdens de uitvoering van hun taken in de naam van het Nederlandse volk voor IFOR en SFOR kwamen in totaal 8 Nederlanders om het leven.

## Belgische deelname
Door de inzet van Belgische troepen in Kroatië kan België aanvankelijk geen eigenlijke gevechtsbataljons naar Bosnië sturen en worden voornamelijk genisten en logistici bijgedragen. Onder de codenamen Beluga (Belgisch, Luxemburgs, Grieks en Oostenrijks detachement) en Belcondet (belgian continuity detachement) begin ’97 zijn respectievelijk nooit meer dan 400 en meer dan 100 personen tegelijkertijd betrokken.
In de helft van 1998 komt er in de streek van Livno echter een bataljon pantserinfanterie aan. Belubg 1 (Belgian-Luxembourg battle group) lost het Maleisische bataljon van de zuidwestelijke divisie af. De vijfhonderd militairen voeren patrouilles en ontmijningsacties uit, zetten vaste en mobiele observatieposten op, beschermen de niet-gouvernementele organisaties, herstellen de wegen, steunen de verkiezingen en zien natuurlijk toe op de burgerlijk-militaire samenwerking (CIMIC). Tot in februari 2000, wanneer België beslist om zich enkel op Kosovo te concentreren, wisselen vijf van dat soort opdrachten elkaar af.